# Sombrero de Jipi
El sombrero de Jipi es un sombrero de ala elaborado a partir de las fibras de las hojas de la Carludovica palmata.
Las localidades donde se producen son Bécal y Santa Cruz Exhacienda, en el municipio Campechano de Calkiní.

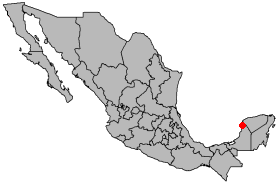
En el municipio de Calkini en México se elaboran los sombreros de Jipi.

## Historia
La cestería fue de gran importancia en la cultura maya; fue un método que les permitía confeccionar bajo el principio de entretejido o entrecruzamiento, toda clase productos para satisfacer necesidades específicas. En estas se incluyen objetos como los canastos, y a partir de la conquista española sirvió de base para elaborar sombreros de fibras locales entre ellas en Huano.
Fue en 1859 el presbítero Ignacio Berzunza (de Calkiní) pasó al Petén Itzá de Guatemala; observando una clase de huano, que fue llevada hasta ese rincón de la península de Yucatán.
Casi a finales del año 1800, los hermanos Sixto y Pedro García decidieron emprender un viaje a Guatemala, hasta el río San Luis; posteriormente decidieron plantar el jipi en la entonces hacienda henequera de Santa Cruz (en el municipio de Calkiní).
Refiere la “Monografía de Bécal” (Rolando Pérez Rosado, 1993) que en el año de 1872, el señor Tino Chí logró tejer el primer sombrero de Jipi.
A principios del siglo XX, la manufactura de sombreros se convirtió en la principal actividad de los habitantes.

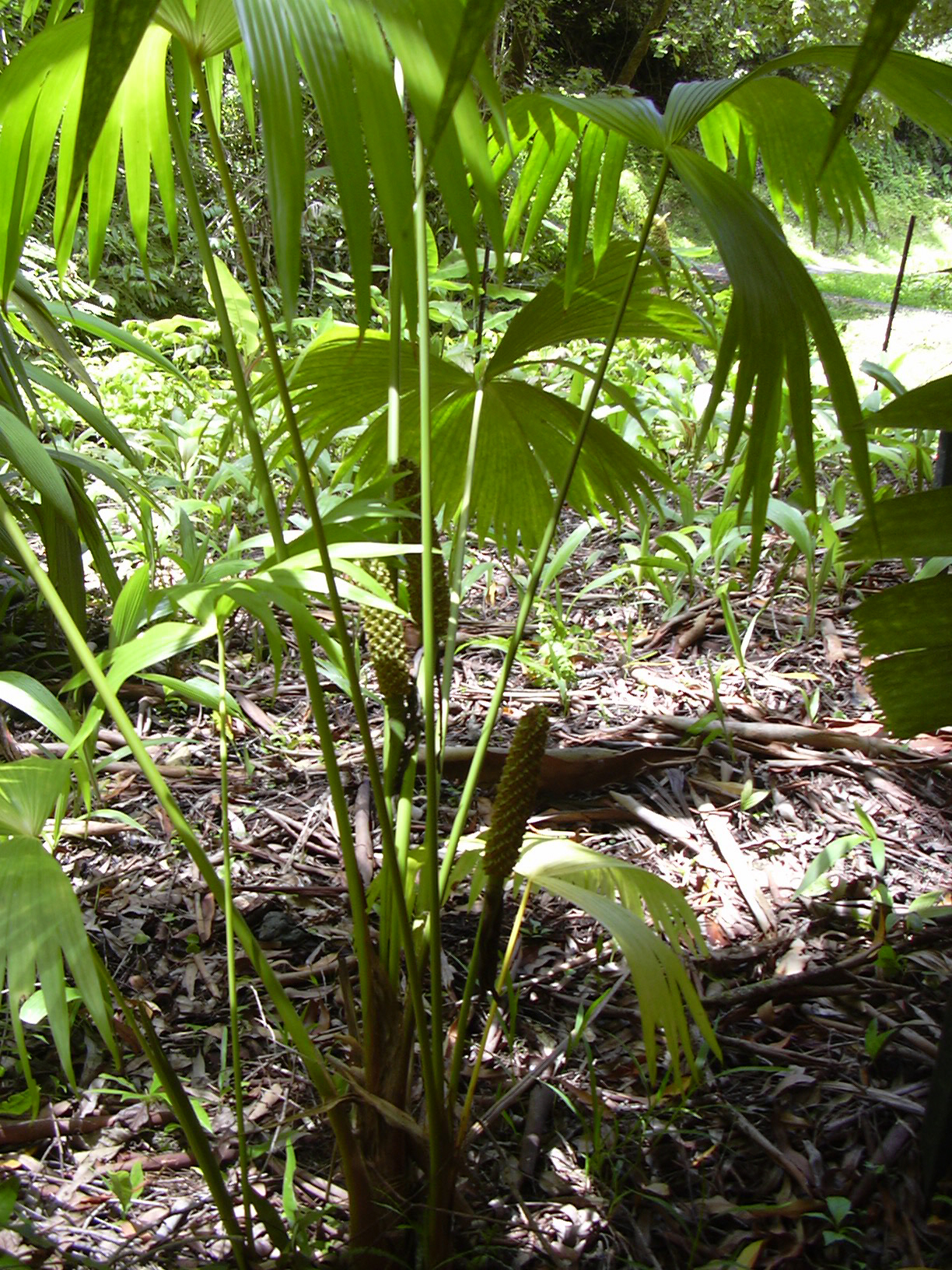
La Palma de Jipi mide entre uno y dos metros de altura y de la fibra de sus hojas se hacen estos sombreros.

desde ese entonces becal es conocido de manera nacional gracias a la elaboración de los sombreros desde los años 1800

## Elaboración
La palma jipijapa comienza a explotarse después de tres años de sembrada, es el tiempo que necesitan las tiras de palma para alcanzar su extensión máxima.
El proceso comienza cortando los cogollos de la palma y azotarlos para que se abran, después se rayan con una aguja las fibras de la hoja y se separan unas de otras.
Ya que está rayado el guano se hierve con azufre una hora y media para que se ponga blanco, luego se seca al sol sobre una cuerda. Ahí el guano se enrolla a lo largo y queda listo para tejerlo.
Se requiere condiciones de humedad para manejar la fibra de la palma por lo que no se podría realizar al aire libre en este lugar debido al clima, por lo que se realiza en cuevas.
El frío y la humedad que guardan las cuevas permiten mantener la flexibilidad de la palma de jipi y poder entretejerla con facilidad. La mayoría de estas cuevas fueron realizadas cuando se extrajo piedra caliza para construir distintas obras en la población.
Para mantener la forma de la cabeza del sombrero mientras se teje, utilizan moldes de madera, y para conseguir una fina textura, bruñen la pieza con la parte más lisa de una concha de caracol del mar. 
El acabado o planchado, se realiza en una prensa especial, que es la que le da forma: redonda, tropical, española, tejana, indiana, norteña y pecos.

### Calidad
El rallado de las hojas es de una, dos o tres partes o "partidas"; cuantas más partidas, más delgado queda el material y más fino el sombrero; el que se hace con hoja de una partida se teje en tres días y el que se hace con una de cuatro partidas, tres semanas, de ahí la diferencia de calidad y de precio.
La máxima calidad de los sombreros se prueba arrugándolos y haciéndolos un taco que pueda pasar a través de un anillo, para luego soltarlos y dejar que recobren su forma, sin la menor arruga ni daño, lo que es sorprendente.